# Cicindela gabbii
Cicindela gabbii este o specie de insecte coleoptere descrisă de G. Horn în anul 1866. Cicindela gabbii face parte din genul Cicindela, familia Carabidae. Această specie nu are alte subspecii cunoscute.